# Mitromorpha paula
Mitromorpha paula é uma espécie de gastrópode do gênero Mitromorpha, pertencente a família Mitromorphidae.